# タッリート

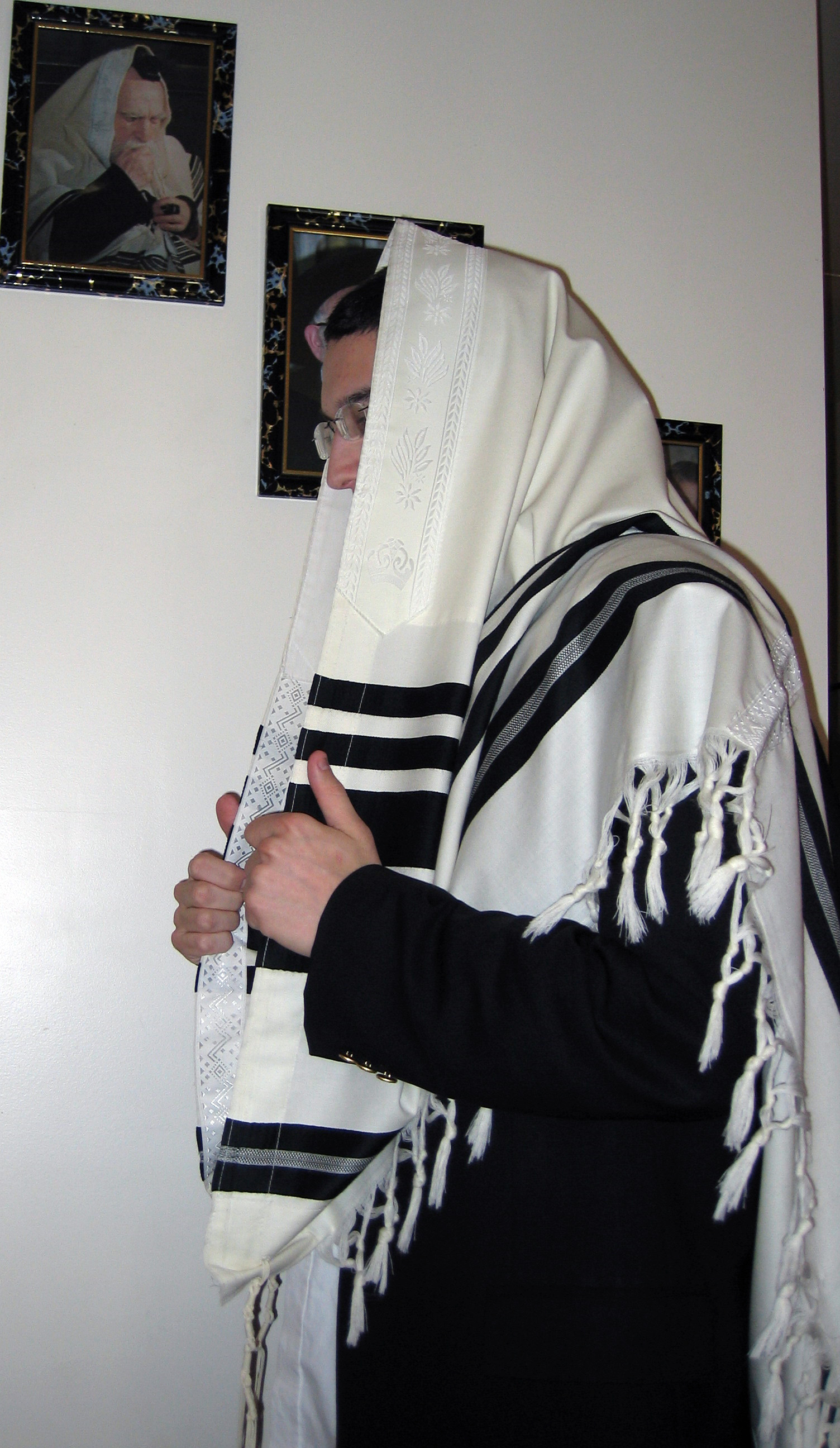

タッリート、タリット（טּלִּית tallīth, アシュケナジム式ヘブライ語：talis）は、ユダヤ教の礼拝の時に男性が着用する、布製のショール。
以下の場面で着用する：
1. シャハリートにおいて
2. ヨーム・キップール
3. バル・ミツワーで

ツィーツィート（tzitzit）という房が付いている。
そのほか様々な場面や、他にも物語の中においてタッリートをすっぽりと被ったシーンが登場する。そのような場面は、大きな祈りのシーンであり、喜び歌うシーンではない。

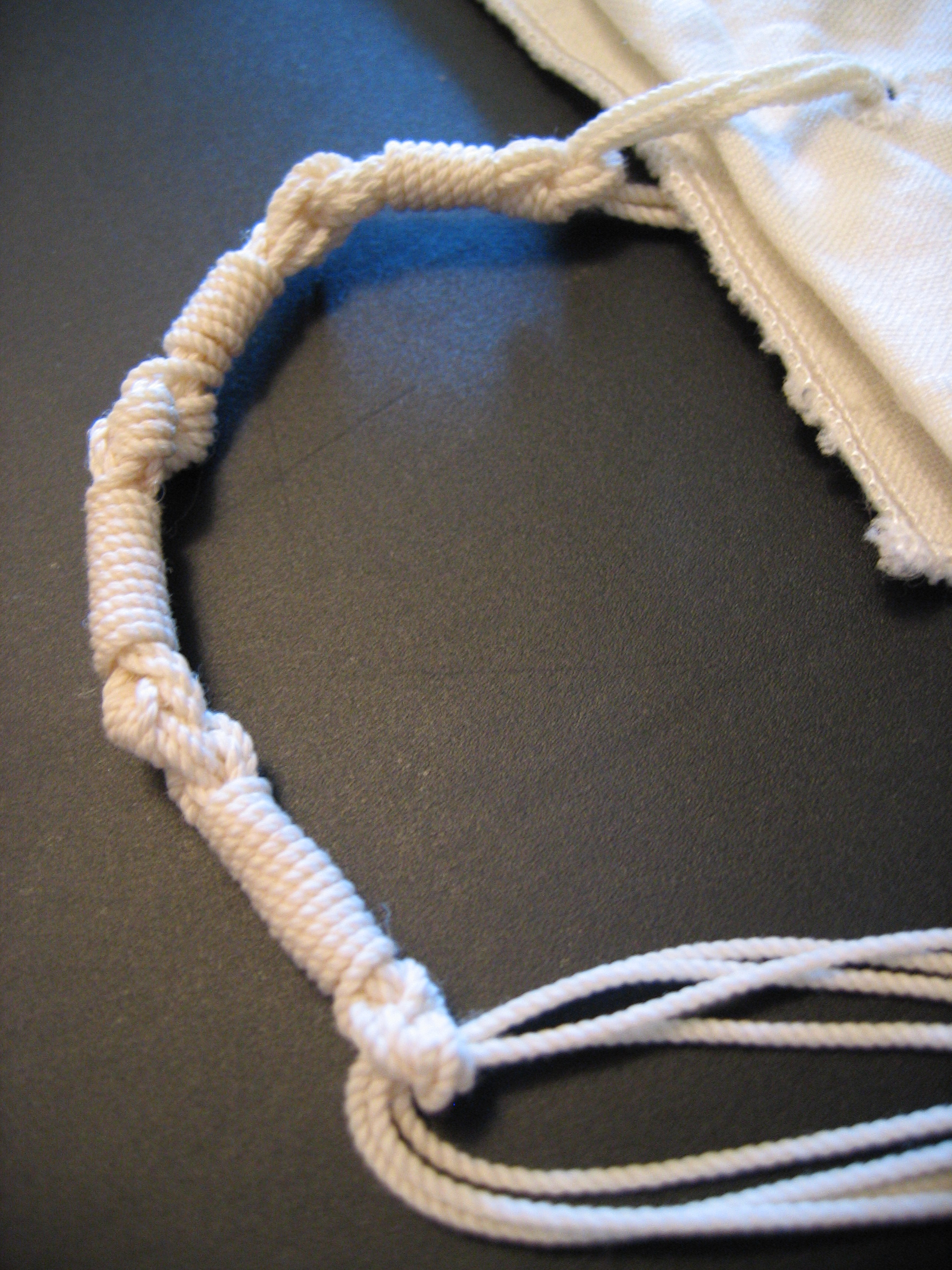
ツィーツィート
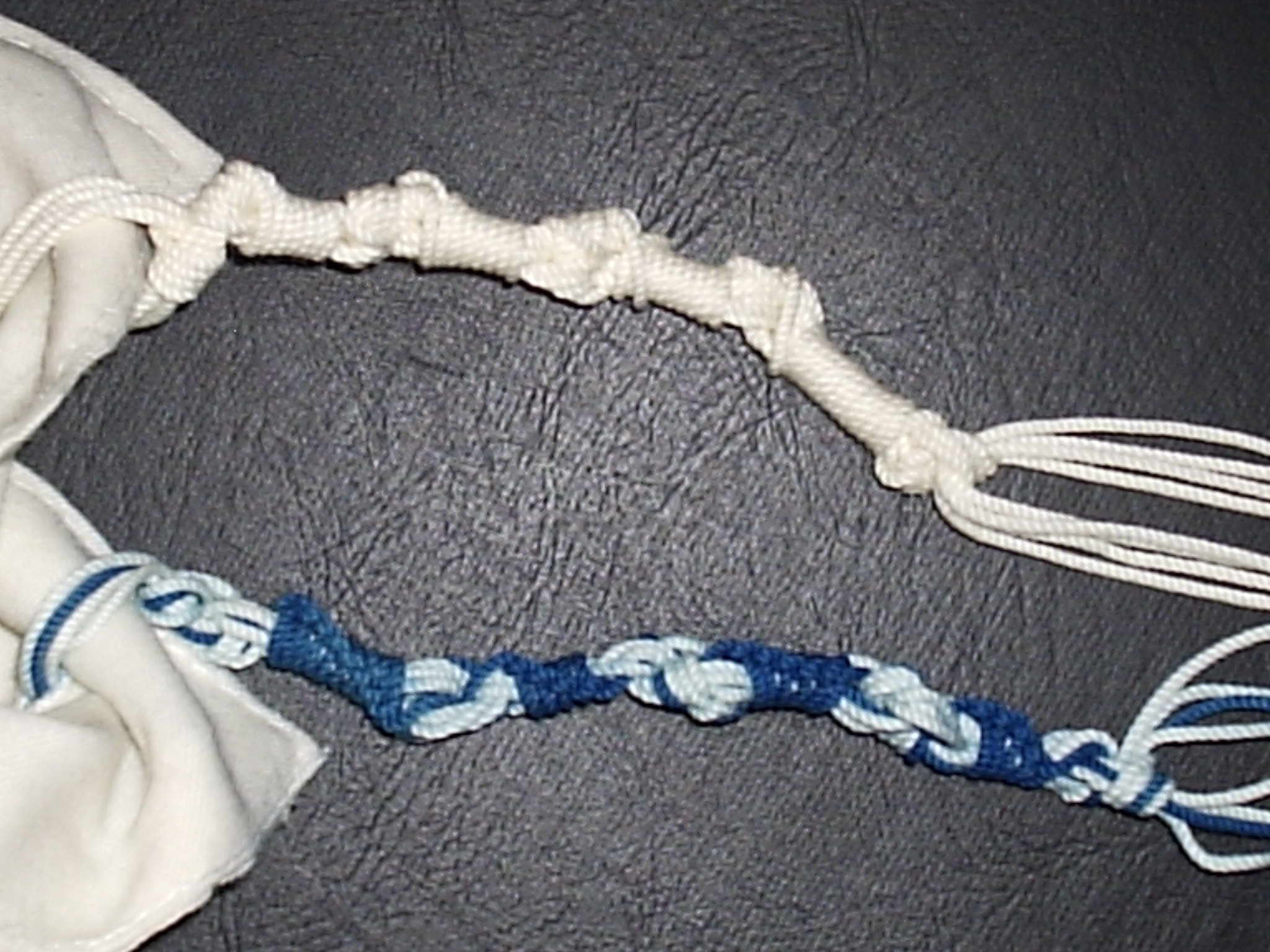
アシュケナジム系典礼とセファルディム系典礼の比較

## タッリート・カーターン
敬虔なユダヤ教徒は、タッリートは別として日常外套の下に「タッリート・カーターン」（短い/小さいタッリート）着用し、ユダヤ人として生活をすることを示している。
ツィーツィートではなく、「アルバア・カンフォート」という4つの房が付いている。

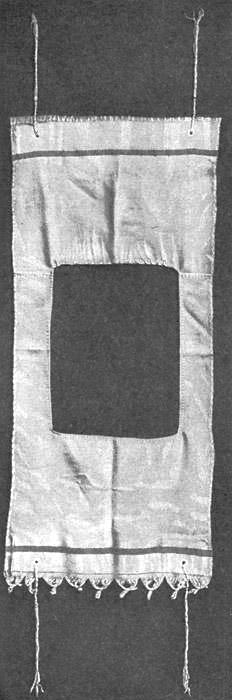
タッリート・カーターンのアルバア・カンフォート
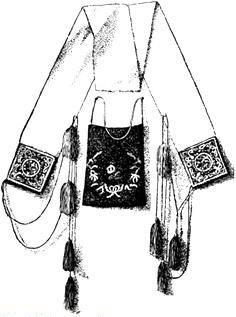
カライ派のタッリート